# Molukse koningsparkiet
De Molukse koningsparkiet (Alisterus amboinensis) is een vogel uit de familie Psittaculidae (papegaaien van de Oude Wereld).

## Verspreiding en leefgebied
Deze soort komt voor op de Molukken en westelijk Nieuw-Guinea en telt zes ondersoorten:
- A. a. hypophonius: Halmahera (noordelijke Molukken).
- A. a. sulaensis: Sula-eilanden.
- A. a. versicolor: Peleng (Banggai-eilanden).
- A. a. buruensis: Buru (zuidelijke Molukken).
- A. a. amboinensis: Boano, Ambon en Ceram (zuidelijke Molukken).
- A. a. dorsalis: Raja Ampat-eilanden en de Vogelkop (noordwestelijk Nieuw-Guinea).

## Status
De grootte van de populatie van de nominaat amboinensis is in 1997 geschat op 70.000 volwassen vogels. Verder wordt de soort omschreven als algemeen, behalve op Halmahera. Op de Rode lijst van de IUCN heeft deze soort de status niet bedreigd.